# Земская почта Весьегонского уезда
Зе́мская по́чта Весьего́нского уе́зда — земская почта, организованная земской управой Весьегонского уезда Тверской губернии. Существовала с 1871 года. В уезде выпускались собственные земские марки.

## История почты
Весьегонская уездная земская почта была открыта 01 февраля 1871 года.
Отправка почтовых отправлений осуществлялась из уездного центра (город Весьегонск) по земскому тракту в направлении на город Красный Холм, по 22 волостным правлениям вначале один раз в неделю, а с 1874 года — дважды в неделю.
Пересылка частных почтовых отправлений оплачивалась земскими почтовыми марками.

## Выпуски марок

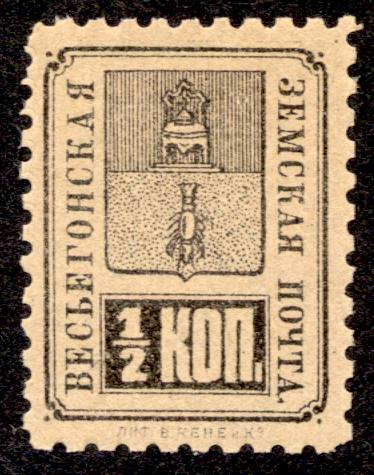
Земская марка Весьегонского уезда, 1891

На всех земских марках Весьегонского уезда изображены губернский и уездный гербы. Печать их осуществлялась в частных типографиях, а также в ЭЗГБ (1912 год).
В 1895 году были изменены земские почтовые тарифы, что привело к выпуску марок номиналом 3 и 10 копеек.

## Гашение марок
Гашение марок осуществлялось чернилами (перечёркиванием и надписыванием даты), а также различными штемпелями.